# Perxe del Carrer del Pou
El perxe del Carrer del Pou és una construcció dins del nucli antic de la població de Rasquera, al centre del mateix i comunicant el carrer Major amb el carrer Solà. Aquest passatge es troba en el nucli antic de Rasquera. Sembla que el seu nucli s'articulava al voltant del castell medieval de Rasquera, del que actualment no queden restes. Així doncs el seu origen és medieval. L'actual carrer Major i el carrer Castell formarien el que durant segles fou una vila closa. Aquesta tenia tres portals com a mínim: un emplaçat entre Ca Piñol i Ca Joan de la Botiga; altre al final de l'actual carrer del Pou i la per acabar, un situat entre Ca Julio i Ca la Modesta, també dit "la porta de Miravet". Aquesta vila closa no estava tancada per muralles sinó per les façanes posteriors de les cases que formaven l'actual carrer Major.
Es tracta d'un carrer format per dos trams coberts situats al principi i al final del seu traçat, el qual té forma de L. Des del Carrer Major s'accedeix al passatge a través d'una obertura d'arc rebaixat arrebossada i pintada, mentre que la sortida es fa per una obertura d'arc de mig punt, actualment rehabilitada. A l'interior, aquesta part està coberta per l'embigat de fusta original. El tram del carrer Solà, en canvi, ha estat arranjat completament i presenta una senzilla obertura rectangular per accedir-hi, tot i que conserva un dels brancals originals bastit amb carreus de pedra desbastats. Actualment, el tram interior està cobert per un sostre de biguetes de ferro i revoltons de maons. Per acabar, el tram central del carrer que comunica els altres dos es troba descobert i es correspon amb unes escales que salven el desnivell existent entre l'antiga vila closa i el raval del Solà.